# Noorwegen op het Eurovisiesongfestival 2011

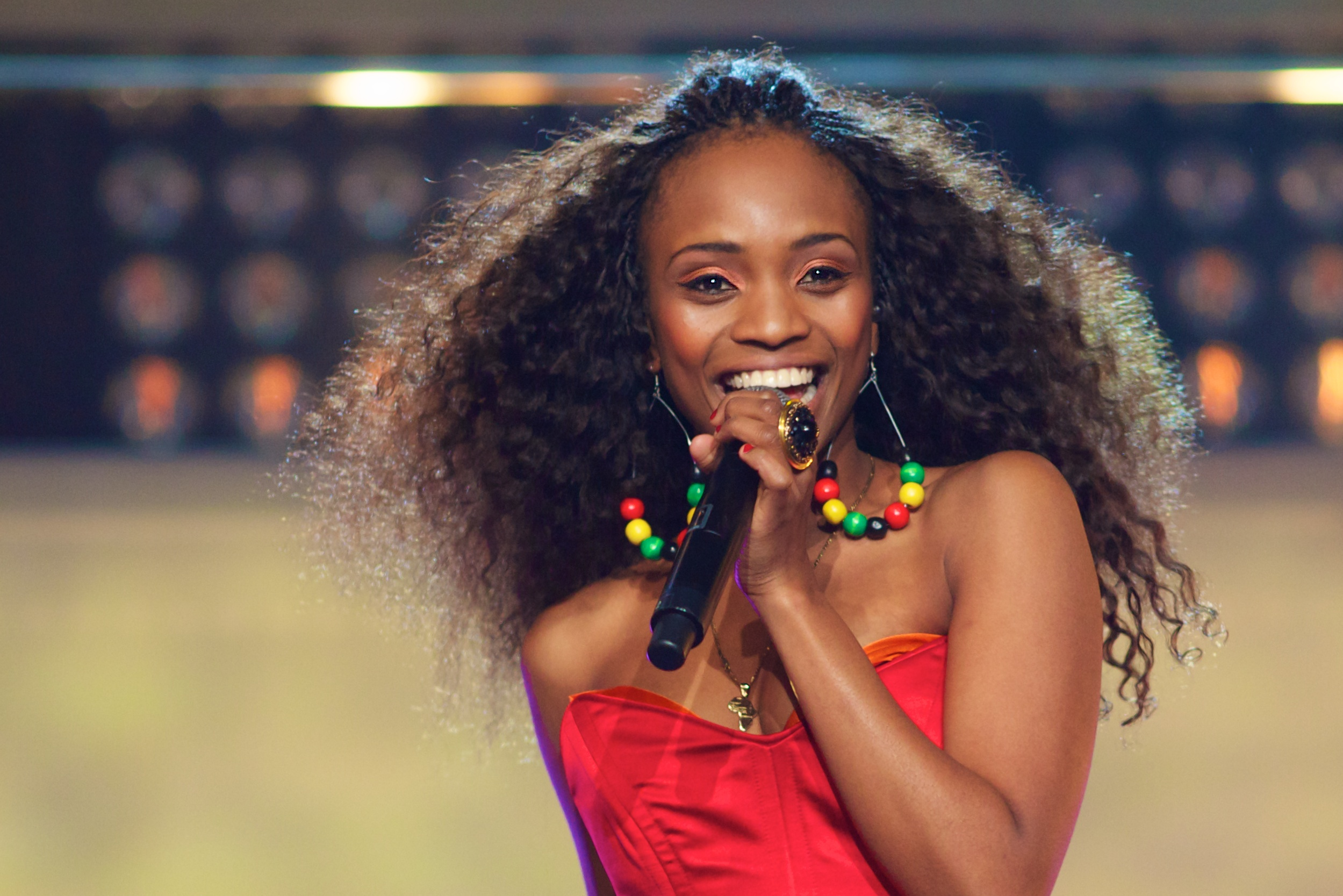
Stella Mwangi tijdens de Melodi Grand Prix 2011.

Noorwegen nam deel aan het Eurovisiesongfestival 2011 in Düsseldorf, Duitsland. Het was de 50ste deelname van het land op het Eurovisiesongfestival. De selectie verliep via de jaarlijkse Melodi Grand Prix, waarvan de finale plaatsvond op 12 februari 2011. NRK was verantwoordelijk voor de Noorse bijdrage voor de editie van 2011.

## Selectieprocedure
Op 3 juli 2010, een maand na het Eurovisiesongfestival 2010 dat in eigen land werd georganiseerd, opende Norsk Rikskringkasting de inschrijvingen voor Melodi Grand Prix 2011, de nationale preselectie voor het komende festival. Geïnteresseerden kregen tot 15 september de tijd om nummers op te sturen. Er waren geen regels betreffende de nationaliteit van de deelnemers. In augustus maakte NRK de gaststeden voor Melodi Grand Prix 2011 bekend. De halve finales zouden plaatsvinden in Brekstad, Florø en Skien, de laatstekansronde in Sarpsborg en de finale in Oslo.
Op 12 oktober maakte de Noorse nationale omroep bekend meer dan 700 nummers te hebben ontvangen. NRK selecteerde hieruit 21 deelnemers voor de halve finales. Elke halve finale telde zeven kandidaten. Op 22 november maakte de Noorse openbare omroep de eerste negen deelnemers bekend. Meteen werd ook duidelijk dat Per Sundnes en Anne Rimmen de shows zouden presenteren. Een week later werd de rest van het deelnemersveld onthuld.
Uiteindelijk wist de Noors-Keniaanse Stella Mwangi de Melodi Grand Prix te winnen met het nummer Haba haba, gezongen in het Engels en het Swahili. Het was voor het eerst in de geschiedenis van het Eurovisiesongfestival dat er in deze Afrikaanse taal gezongen werd.

#### Schema
| Datum            | Stad      | Plaats              | Ronde               |
| ---------------- | --------- | ------------------- | ------------------- |
| 15 januari 2011  | Brekstad  | Hangar E            | Eerste halve finale |
| 22 januari 2011  | Florø     | Florø Idrettssenter | Tweede halve finale |
| 29 januari 2011  | Skien     | Fritidspark         | Derde halve finale  |
| 5 februari 2011  | Sarpsborg | Sparta Amfi         | Laatstekansronde    |
| 12 februari 2011 | Oslo      | Oslo Spektrum       | Finale              |

## Melodi Grand Prix 2011

#### Eerste halve finale
15 januari 2011
| Volgorde | Artiest         | Lied                                |
| -------- | --------------- | ----------------------------------- |
| 1        | Carina Dahl     | Guns & boys                         |
| 2        | Use Me          | Daisy                               |
| 3        | Helene Bøksle   | Vardlokk                            |
| 4        | Sie Gubba       | Alt du vil ha                       |
| 5        | Gatas Parlament | Jobbe litt mindre og tjene litt mer |
| 6        | Sichelle        | Trenger mer                         |
| 7        | Åste & Rikke    | Not that easy (ah-åh-ah-åh)         |

#### Tweede halve finale
22 januari 2011
| Volgorde | Artiest           | Lied                        |
| -------- | ----------------- | --------------------------- |
| 1        | Pernille & Marius | I'll be yours               |
| 2        | Babel Fish        | You can depend on me        |
| 3        | Marika            | Hungry for you (gipsydance) |
| 4        | Isabella          | Sand                        |
| 5        | Endre             | Oh, oh (puppy love)         |
| 6        | Hanne Sørvaag     | You're like a melody        |
| 7        | Mimi Blix         | Allergic                    |

#### Derde halve finale

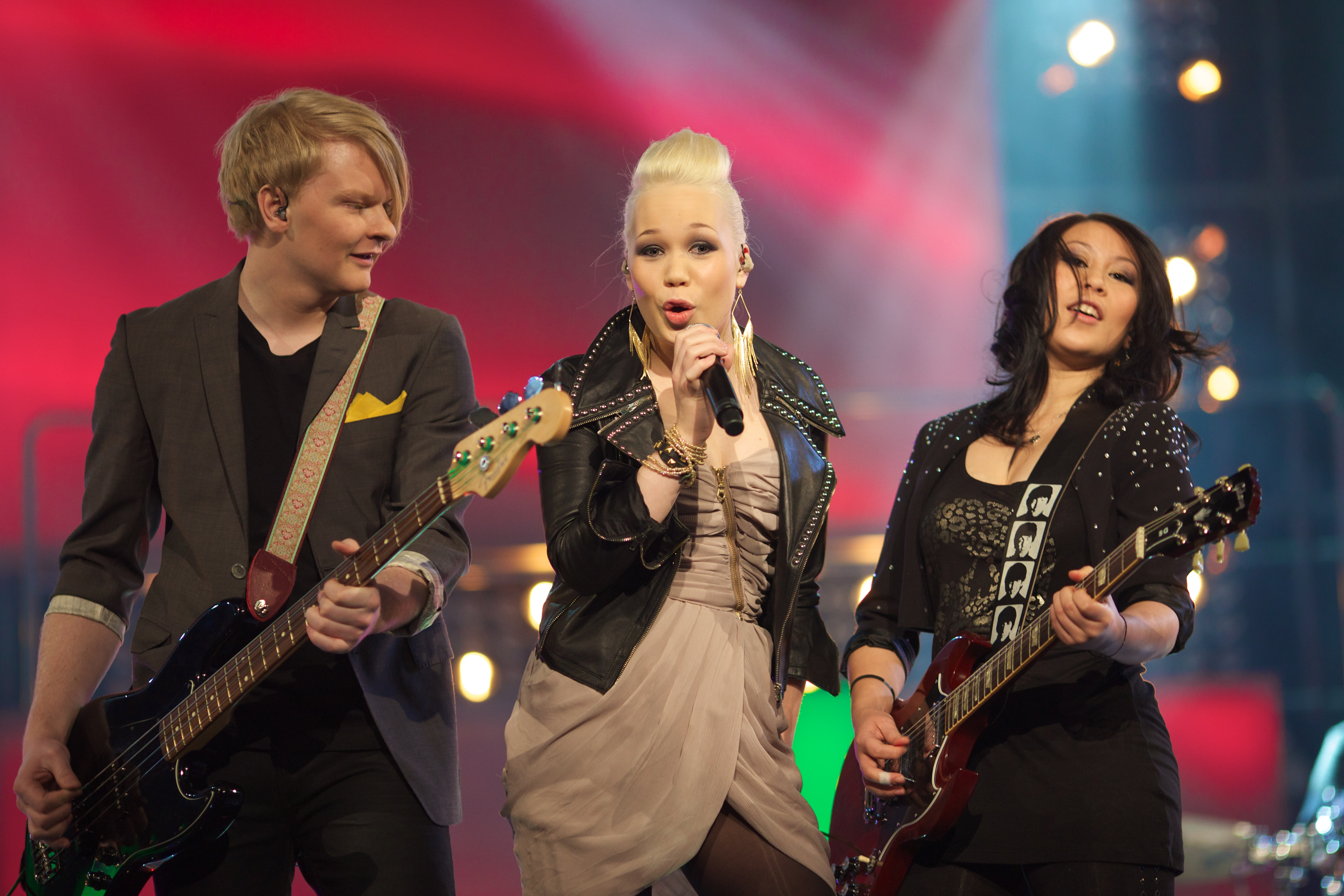
The BlackSheeps tijdens de derde halve finale.

29 januari 2011
| Volgorde | Artiest           | Lied               |
| -------- | ----------------- | ------------------ |
| 1        | Susperia          | Nothing remains    |
| 2        | Noora Noor        | Gone with the wind |
| 3        | Girl Happy        | SOS                |
| 4        | Grethe Svensen    | Like dreamers do   |
| 5        | The BlackSheeps   | Dance tonight      |
| 6        | Stella Mwangi     | Haba haba          |
| 7        | The Lucky Bullets | Fire below         |

#### Laatstekansronde
5 februari 2011
|  | Eerste ronde | Eerste ronde                      | Eerste ronde              |                |                           | Tweede ronde   | Tweede ronde | Tweede ronde |
|  |              |                                   |                           |                |                           |                |              |              |
|  | 1            | Use Me - Daisy                    | in                        |                |                           |                |              |              |
|  | 2            | Pernille & Marius - I'll be yours | out                       |                |                           |                |              |              |
|  | 2            | Pernille & Marius - I'll be yours | out                       |                | 1                         | Use Me - Daisy | out          |              |
|  |              |                                   |                           |                | 1                         | Use Me - Daisy | out          |              |
|  |              | 3                                 | Sie Gubba - Alt du vil ha | gekwalificeerd |                           |                |              |              |
|  | 3            | 3                                 | Sie Gubba - Alt du vil ha | gekwalificeerd | Sie Gubba - Alt du vil ha | in             |              |              |
|  | 3            |                                   |                           |                | Sie Gubba - Alt du vil ha | in             |              |              |
|  | 4            | Mimi Blix - Allergic              | out                       |                |                           |                |              |              |

|  | Eerste ronde | Eerste ronde                                          | Eerste ronde               |     |                             | Tweede ronde                   | Tweede ronde   | Tweede ronde |
|  |              |                                                       |                            |     |                             |                                |                |              |
|  | 1            | Gatas Parlament - Jobbe litt mindre og tjene litt mer | out                        |     |                             |                                |                |              |
|  | 2            | The Lucky Bullets - Fire below                        | in                         |     |                             |                                |                |              |
|  | 2            | The Lucky Bullets - Fire below                        | in                         |     | 1                           | The Lucky Bullets - Fire below | gekwalificeerd |              |
|  |              |                                                       |                            |     | 1                           | The Lucky Bullets - Fire below | gekwalificeerd |              |
|  |              | 3                                                     | Susperia - Nothing remains | out |                             |                                |                |              |
|  | 3            | 3                                                     | Susperia - Nothing remains | out | Endre - Oh, oh (puppy love) | out                            |                |              |
|  | 3            |                                                       |                            |     | Endre - Oh, oh (puppy love) | out                            |                |              |
|  | 4            | Susperia - Nothing remains                            | in                         |     |                             |                                |                |              |

#### Finale

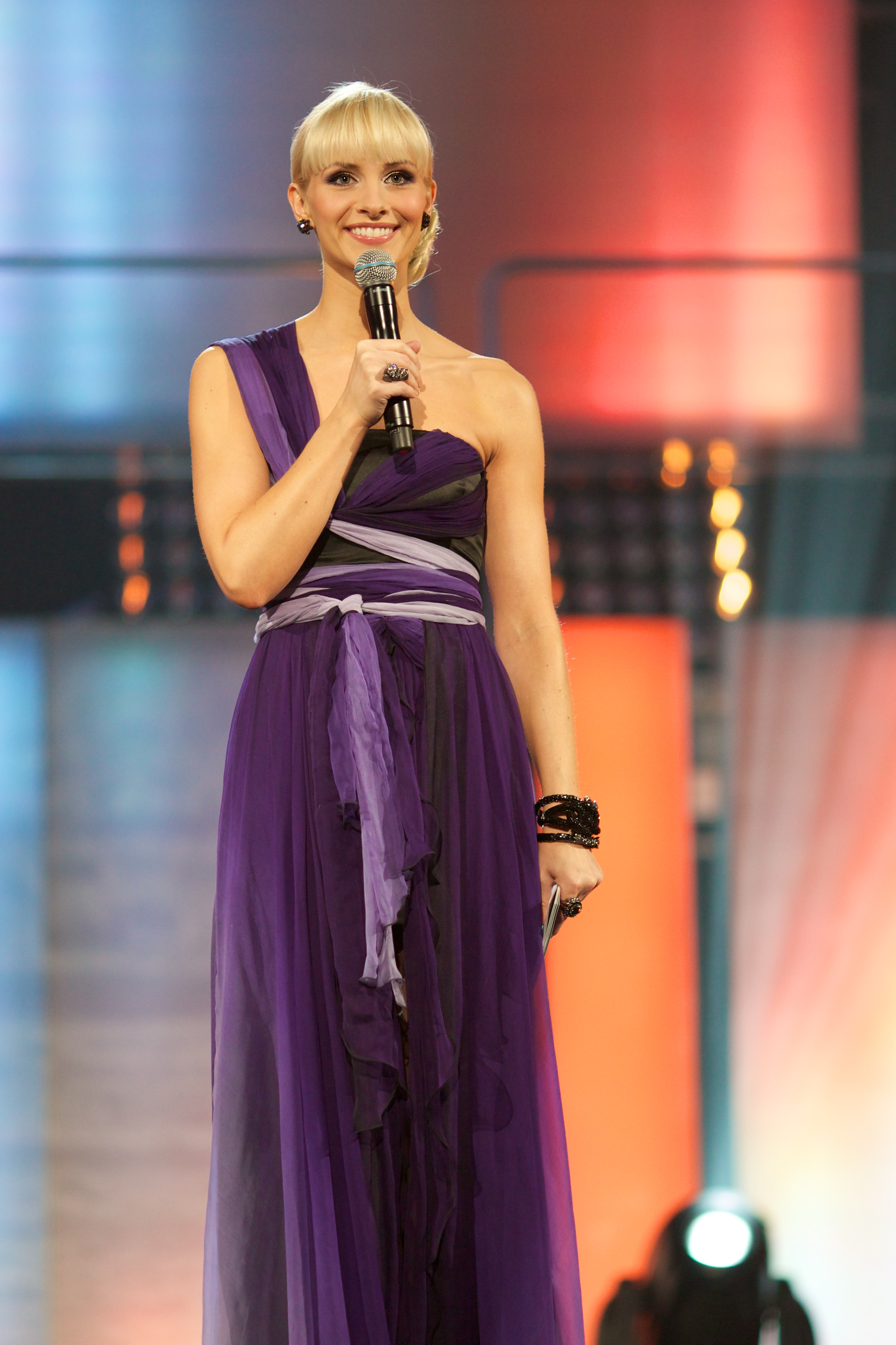
Anne Rimmen, presentatrice van Melodi Grand Prix 2011.

12 februari 2011
| Volgorde | Artiest           | Lied                        |
| -------- | ----------------- | --------------------------- |
| 1        | Helene Bøksle     | Vardlokk                    |
| 2        | Sie Gubba         | Alt du vil ha               |
| 3        | Babel Fish        | You can depend on me        |
| 4        | The Lucky Bullets | Fire below                  |
| 5        | The BlackSheeps   | Dance tonight               |
| 6        | Stella Mwangi     | Haba haba                   |
| 7        | Åste & Rikke      | Not that easy (ah-åh-ah-åh) |
| 8        | Hanne Sørvaag     | You're like a melody        |

Superfinale
| Plaats | Artiest           | Lied          | Stemmen |
| ------ | ----------------- | ------------- | ------- |
| 1      | Stella Mwangi     | Haba haba     | 280.216 |
| 2      | The BlackSheeps   | Dance tonight | 155.059 |
| 3      | The Lucky Bullets | Fire below    | 115.793 |
| 4      | Sie Gubba         | Alt du vil ha | 94.884  |

## In Düsseldorf
In Düsseldorf trad Noorwegen aan in de eerste halve finale, op 10 mei. Noorwegen was als tweede van negentien landen aan de beurt, na Polen en voor Albanië. Bij het openen van de enveloppen bleek dat Stella Mwangi zich niet had weten te plaatsen voor de finale. Verrassend, omdat Noorwegen een van de kanshebbers voor de eindoverwinning was volgens de bookmakers. Na afloop van het festival werd duidelijk dat Noorwegen pas op de zeventiende plek was geëindigd in de eerste halve finale, met amper 30 punten.